# Phantasis carinata
Phantasis carinata är en skalbaggsart som beskrevs av Olof Immanuel von Fåhraeus 1872. Phantasis carinata ingår i släktet Phantasis och familjen långhorningar.
Artens utbredningsområde är Moçambique. Inga underarter finns listade i Catalogue of Life.